# Fabbrica di trattori di Čeljabinsk
La fabbrica di trattori di Čeljabinsk (in russo Челябинский тракторный завод, ЧТЗ?, Čelâbinskij traktornyj zavod, in sigla ČTZ) è un grande complesso industriale metalmeccanico della Federazione russa che produce principalmente macchine agricole, motori Diesel e macchinari pesanti per i settori industriale, agricolo e minerario.
Il grande stabilimento, ubicato a Čeljabinsk negli Urali, venne costruito nel 1933 nel quadro dei programmi dell'Unione Sovietica per la meccanizzazione e modernizzazione dell'agricoltura. Durante la seconda guerra mondiale vennero trasferite nella città altre fabbriche passate alla produzione bellica ed evacuate dai territori occupati; gli impianti della ČTZ furono enormemente ampliati per potenziare al massimo la produzione di mezzi corazzati. La grande fabbrica assunse il nome ufficiale di ČKZ (Čeljabinskij Kiroviskij Zavod), o Fabbrica N° 100, dopo l'accorpamento di gran parte delle officine Kirov, trasferite da Leningrado, ma divenne nota in tutto il mondo come Tankograd (in russo Tанкоград?, la "città dei carri armati") per l'elevatissimo numero di mezzi blindati per l'Armata Rossa usciti dalle sue linee di montaggio fino alla vittoria finale.
Dopo la guerra la fabbrica è tornata alla produzione civile, prevalentemente di macchinari agricoli, con il vecchio nome di ČTZ e anche dopo lo scioglimento dell'Unione Sovietica è ancora uno degli stabilimenti industriali più grandi e importanti della Russia; è conosciuta anche con il nome di ČTZ-Uraltrak (in russo ЧТЗ-УРАЛТРАК?).
Lo stabilimento rimane anche parte del complesso militare-industriale russo, contribuendo con la sua produzione di motori Diesel per veicoli e mezzi corazzati dell'esercito russo; per questo motivo, dopo l'inizio della guerra russo-ucraina, è stata sottoposta a sanzioni dalle potenze occidentali. 

## Storia
Il 6 maggio 1929 il Consiglio dei commissari del popolo dell'Unione Sovietica prese la decisione amministrativa definitiva per la costruzione di una grande fabbrica di trattori negli Urali. Sulla base del primo piano quinquennale, Stalin e gli altri dirigenti sovietici avevano deciso di accelerare al massimo l'industrializzazione del paese e la costruzione autonoma delle macchine necessarie alla prevista modernizzazione dell'agricoltura di cui sarebbe stata avviata la collettivizzazione forzata, ritenuto l'unico metodo possibile per attivare i previsti piani di sviluppo scientifico e tecnologico secondo le teorie comuniste. Venne quindi deciso di raddoppiare la produzione di macchine agricole già in corso di potenziamento dopo il completamento della fabbrica di trattori di Stalingrado. Il nuovo stabilimento sarebbe dovuto sorgere a Čeljabinsk, dove avrebbe potuto ricevere i prodotti metallurgici dei nuovi impianti in costruzione di Magnitogorsk e Novokuzneck; i programmi prevedevano che la fabbrica avrebbe dovuto produrre fino a 600.000 macchine agricole all'anno da consegnare prevalentemente alle nuove regioni agricole del Volga, degli Urali, del Kazakistan.

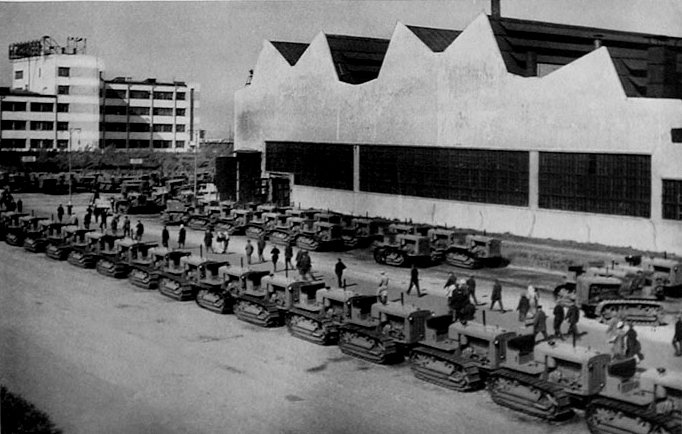
Trattori "Stalinets-65" prodotti dalla fabbrica di Čeljabinsk negli anni trenta.

Come nel caso di altri grandi programmi industriali sovietici del primo piano quinquennale, i sovietici poterono avvalersi, per la progettazione e la costruzione dello stabilimento negli Urali, del contributo di esperti e tecnici provenienti dagli Stati Uniti e da altre nazioni occidentali. Lo studio progettuale dettagliato venne effettuato dal famoso studio di architettura "Albert Kahn Inc." di Detroit che già aveva progettato in Unione Sovietica le officine meccaniche di Stalingrado e che in precedenza aveva lavorato, sotto la direzione del celebre architetto Albert Kahn, sui progetti per gli impianti della Ford e di altre fabbriche automobilistiche statunitensi. Collaborarono alla stesura dei progetti e ai piani di costruzione anche gli architetti sovietici A. S. Fisenko, V. Švetsov e A. Vjaličkin.

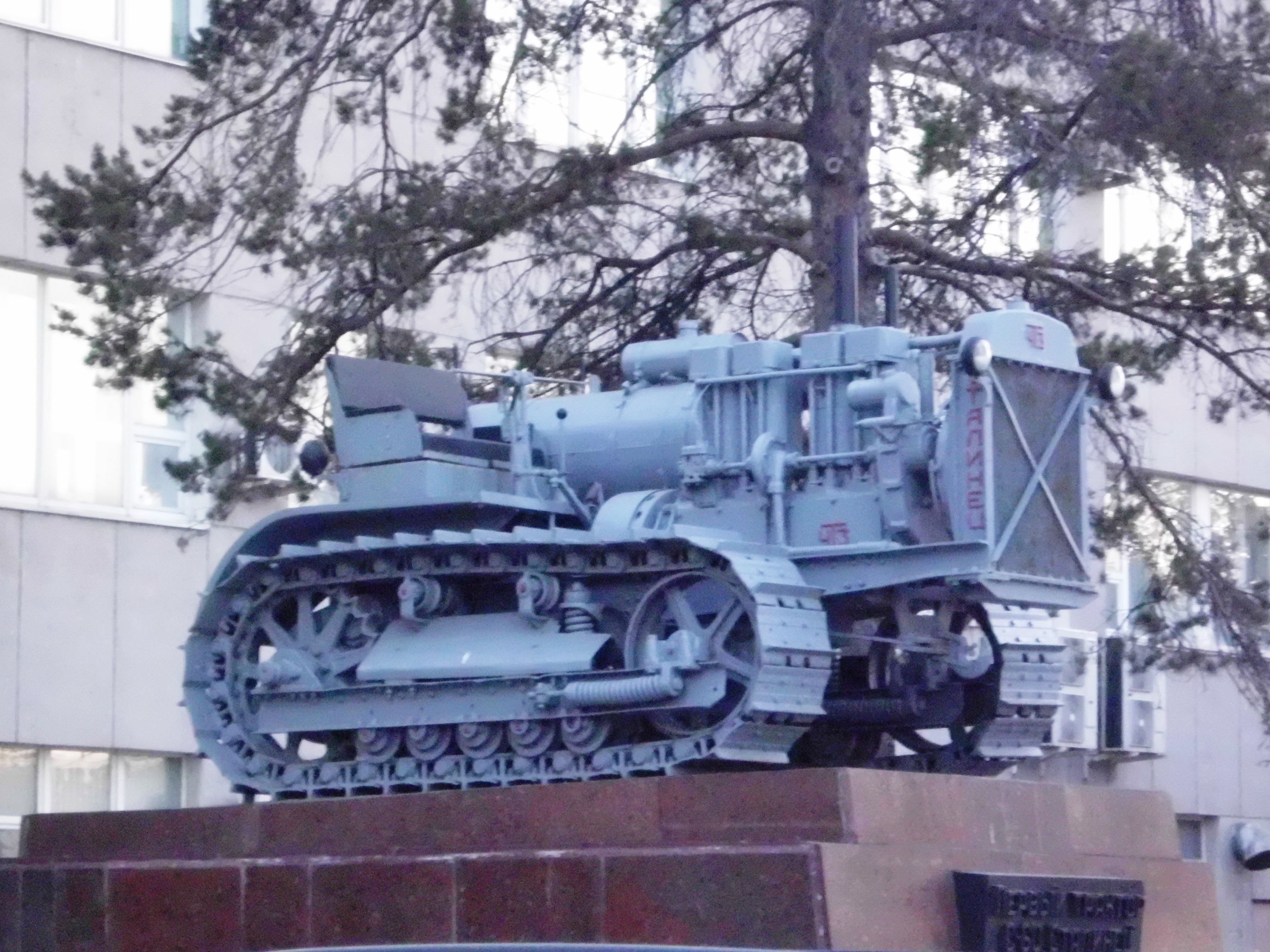
Il trattore "Stalinets-60", prodotto a Čeljabinsk.

I piani di industrializzazione previsti da Stalin e dalla dirigenza sovietica richiedevano il completamento dei grandi stabilimenti del piano quinquennale a qualunque prezzo e nel minor tempo possibile; gli addetti alla costruzione furono quindi sollecitati, in un'atmosfera di drammatico ed esasperato fervore ideologico, al accelerare al massimo i lavori nel cantiere della fabbrica. Fin dal 15 maggio 1933 uscì dalle linee di montaggio della ČTZ il primo trattore cingolato "Stalinets-60" anche se l'apertura ufficiale dello stabilimento ebbe luogo il 1 giugno 1933. La produzione si imperniava nella prima fase sulle macchine agricole S-60 con motori a benzina a quattro tempi, peso di 9,5 tonnellate e massima capacità di traino di 4,45 tonnellate.
Negli anni successivi prima dell'inizio della seconda guerra mondiale la ČTZ continuò il suo sviluppo produttivo cercando di presentare i suoi prodotti anche a livello internazionale; la fabbrica inoltre iniziò la progettazione e la produzione di motori Diesel per le macchine agricole e per altri veicoli, attivò la costruzione del nuovo modello "Stalinets-65" ed entrò a far parte del complesso militare-industriale sovietico, producendo i primi trattori d'artiglieria per l'Armata Rossa. Alla fine degli anni trenta nella fabbrica iniziò anche la pianificazione e l'organizzazione della tecnologia per produrre carri armati pesanti KV, progettatti alle officine Kirov di Leningrado, e per la costruzione di motori aeronautici. L'attività principale della fabbrica rimaneva però la produzione di macchine agricole: il 30 marzo 1940 alle catene di montaggio di Čeljabinsk venne raggiunto il traguardo di 100.000 trattori prodotti dall'apertura dello stabilimento.

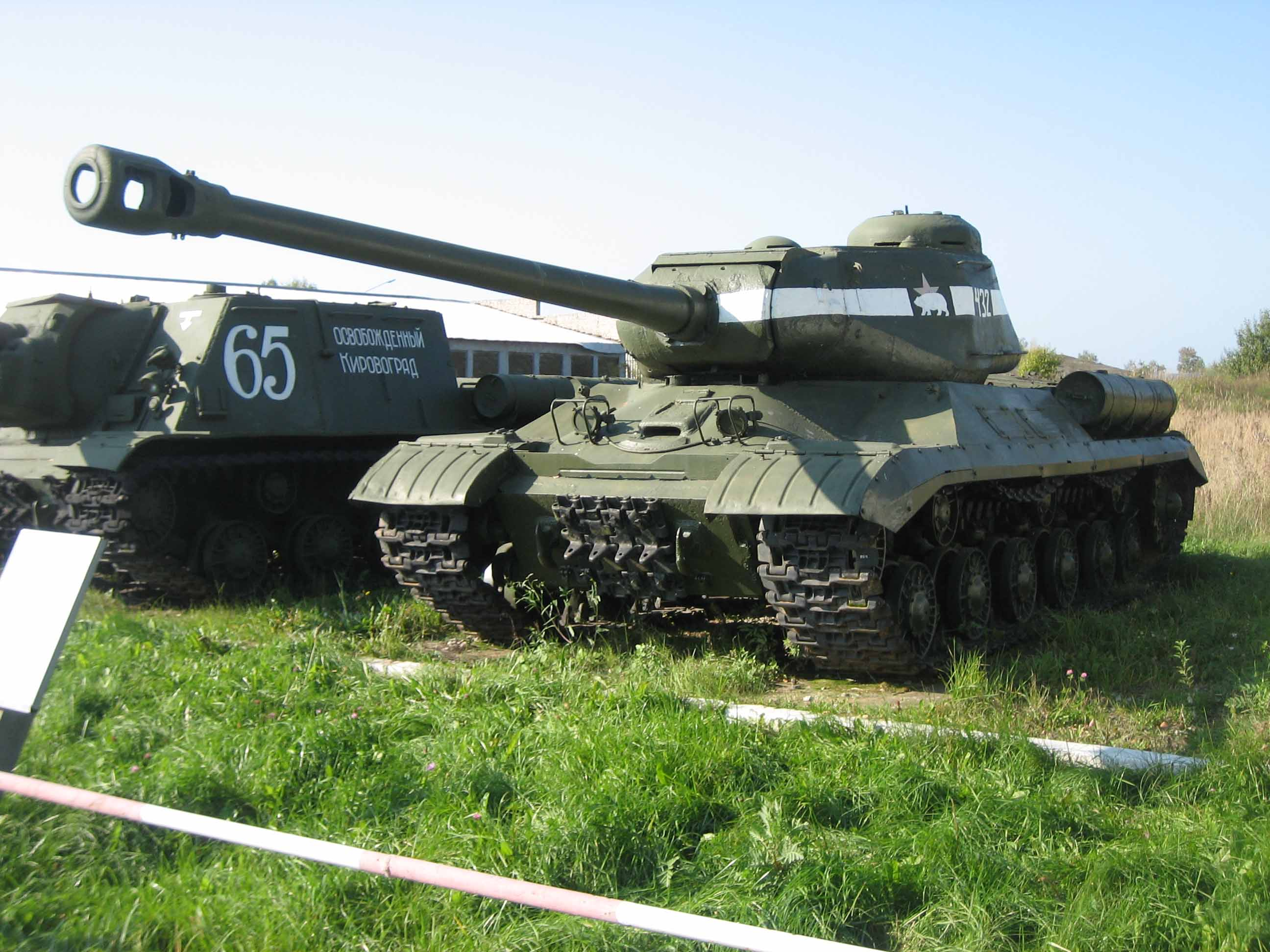
Il carro pesante JS II che venne prodotto a Tankograd nel 1944-45.

Il periodo più importante della storia della fabbrica di Čeljabinsk ebbe inizio con il drammatico attacco della Germania nazista all'Unione Sovietica il 22 giugno 1941: l'evoluzione catastrofica della situazione strategica per i sovietici, con l'avanzata apparentemente inarrestabile della Wehrmacht tedesca nell'estate 1941, costrinse Stalin e la dirigenza sovietica a prendere decisioni immediate e radicali. Venne quindi decisa l'evacuazione di tutte le fabbriche strategiche, in particolare per la produzione bellica, che rischiavano di cadere in mano tedesca e trasferirle con la massima urgenza negli Urali e in Siberia dove avrebbero dovuto al più presto riprendere e potenziare la produzione di armi per l'Armata Rossa. Nell'ottobre 1941 sette diversi stabilimenti evacuati, tra cui una parte della
fabbrica di locomotive di Char'kov, l'officina N° 75, che produceva i motori Diesel per carro medio T-34, e l'intero grande complesso delle officine Kirov di Leningrado, che produceva il carro pesante KV, vennero accorpati alla fabbrica di trattori di Čeljabinsk, costituendo ufficialmente il 6 ottobre 1941 il nuovo gigantesco impianto N° 100 denominato Čeljabinskij Kiroviskij Zavod, in sigla ČKZ.
La fabbrica di Čeljabinsk ebbe un ruolo decisivo per la produzione bellica sovietica negli anni della seconda guerra mondiale dando un contributo fondamentale alla vittoria; negli stabilimenti ampliati vennero costruiti inizialmente i carri medi T-34 e i carri pesanti KV, dal febbraio 1943 iniziò la costruzione dei cannoni semoventi SU-152 e nel settembre 1943 l'impianto passò a produrre i nuovi carri armati pesanti JS e i cannoni semoventi migliorati ISU-122 e ISU-152. Altrettanto importante fu la produzione di munizioni e soprattutto di motori Diesel per i mezzi corazzati dell'Armata Rossa. La produzione totale della ČKZ durante il periodo bellico fu di 18.000 carri armati e cannoni semoventi, 48.500 motori Diesel (quasi la metà della produzione totale), 17,7 milioni di tonnellate di munizioni; vennero inoltre progettate tredici diverse varianti di mezzi corazzati e sei modelli di motori Diesel. Durante la seconda guerra mondiale la fabbrica, per la sua capacità produttiva e per l'incessante attività delle sue catene di montaggio, venne conosciuta in tutto il mondo come Tankograd, in russo Tанкоград, la "città dei carri armati".

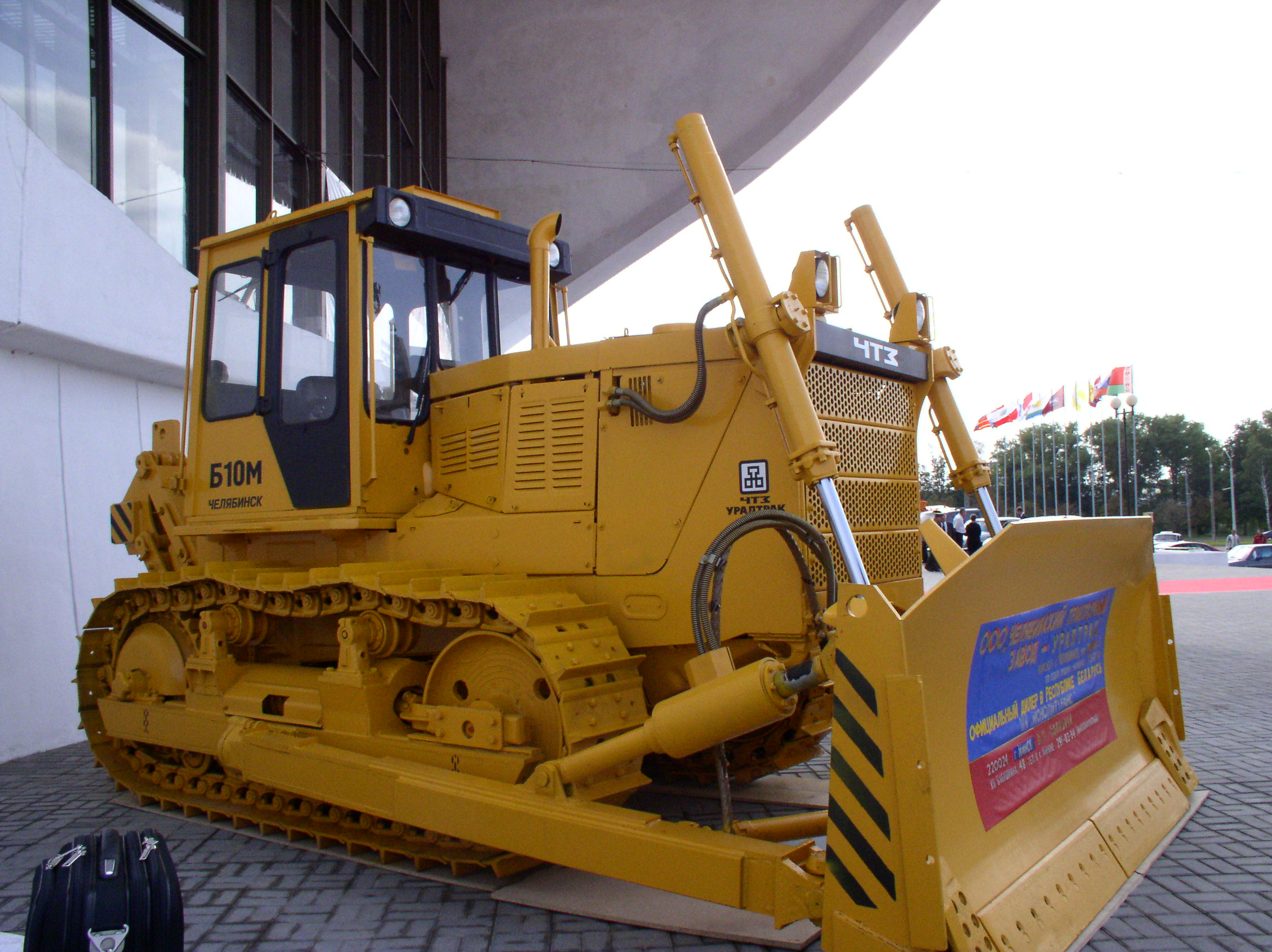
Modello di bulldozer prodotto dalla fabbrica di Čeljabinsk.

Dopo la fine della guerra la fabbrica di Čeljabinsk riprese a produrre prevalentemente macchine agricole per le fattorie collettive sovietiche, mentre le officine per la produzione di armamenti trasferite durante il periodo bellico in gran parte furono riportate nelle città di origine; nel 1958 lo stabilimento riassunse il vecchio nome di "Čelâbinskij traktornyj zavod", ČTZ. In questi anni la produzione di trattori fu regolarmente modernizzata con la progrettazione e produzione di nuovi modelli; furono costruiti principalmente lo Stalinets-80 e lo Stalinets-100. Nel 1963 uscì dalle catene di montaggio un nuovo modello con maggiori prestazioni, la serie T-100M, che, prodotta in numerose versioni differenti, alla fine sarebbe risultato il prodotto più riuscito della fabbrica, con una produzione totale di 412.145 esemplari. Negli ultimi anni dell'Unione Sovietica lo stabilimento degli Urali continuò a progettare nuovi modelli di trattori, raggiungendo notevoli risultati produttivi e ottenendo riconoscimenti ufficiali dallo stato; vennero immessi in produzione il trattore T-130 alla fine degli anni sessanta e il T-170 all'inizio degli anni ottanta. Il 3 novembre 1984 la fabbrica produsse il milionesimo trattore con il marchio ČTZ, mentre nel 1988 venne raggiunto un nuovo primato di produttività, costruendo in un anno 31.500 macchine agricole. Insieme a queste produzioni civili lo stabilimento di Čeljabinsk continuò per tutto il lungo periodo della Guerra fredda a far parte del complesso militare-industriale sovietico; dalle sue officine vennero prodotti la maggior parte dei motori Diesel che equipaggiarono i nuovi modelli di carri armati dell'esercito sovietico: il motore V-54-55 per i T-54 e T-62 e il motore V-46 per i T-72.

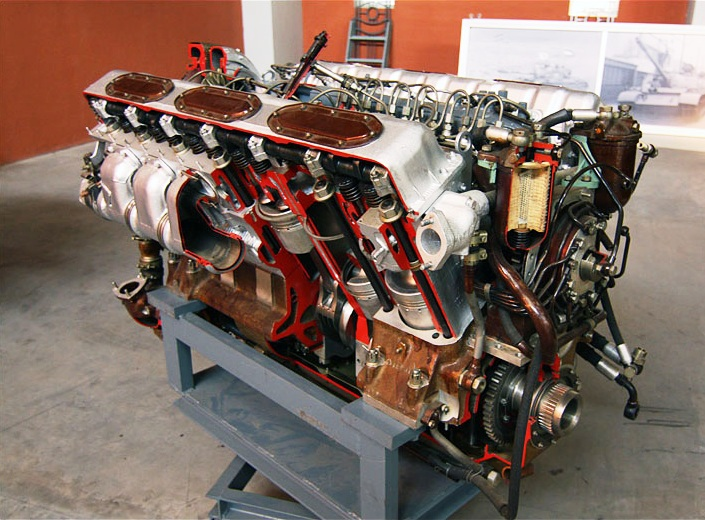
Il motore Diesel V-92 costruito dalla fabbrica di trattori di Čeljabinsk per i carri armati T-90 e T-72B3M.

La dissoluzione dell'Unione Sovietica nel 1991 ha provocato cambiamenti radicali nelle strutture politiche ed economiche; la nuova Federazione russa ha intrapreso un difficile programma di riforme procedendo alla privatizzazione della maggior parte delle aziende sovietiche; nel 1992 anche la Fabbrica di trattori Čeljabinsk è stata privatizzata e trasformata in società per azioni con la nuova denominazione di ČTZ-Uraltrak. Negli anni successivi l'azienda ha subito numerosi nuovi cambiamenti amministrativi, mentre ha cercato di continuare a sviluppare i suoi progetti meccanici ingegneristici e mantenere in attività le sue catene di montaggio. Negli anni duemila la fabbrica, oltre a proporre nuovi modelli di macchine agricole ha diversificato le sue attività producendo anche trattori pesanti, macchinari per l'industria e bulldozer. Nel 2011 la fabbrica ha cambiato di nuovo assetto societario entrando a far parte del gruppo di industrie della difesa Uralvagonzavod, e ha continuato la produzione di macchinari pesanti, ricevendo anche contratti di esportazione all'estero; inoltre a Čeljabinsk vengono prodotti i nuovi motori Diesel V-92 per i carri armati T-90 e T-72 modernizzati dell'esercito russo.
La guerra su larga scala russo-ucraina, iniziata con l'invasione russa del febbraio 2022, ha richiesto un forte incremento della produzioni di armamenti del complesso militare-industriale  russo, impegnato, secondo le indicazioni della dirigenza politica, a fornire all'esercito i mezzi per continuare un conflitto prolungato e difficile. Di conseguenza anche la fabbrica di Čeljabinsk ha potenziato la sua costruzione di motori V-92 per i carri armati T-72 e T-90 prodotti nelle fabbriche della Uralvagonzavod, raggiungendo buoni risultati produttivi con un aumento del 12% dei motori prodotti. A causa della guerra e del ruolo della ČTZ nell'industria degli armamenti, l'azienda tuttavia, come molte altre società russe, è stata inclusa dalle potenze occidentali, alleate con l'Ucraina, nella lista delle sanzioni. Nel settembre 2023 sono stati gli Stati Uniti ha inserirla nella lista, seguiti dall'Unione Europea nel dicembre 2023, "in quanto costruttore di motori per carri armati che vengono utilizzati dalle forze armate russe nella guerra aggressiva contro l'Ucraina"; nel febbraio 2024 la fabbrica è stata sanzionata anche dal Canada.

## Onorificenze

Targhe commemorative
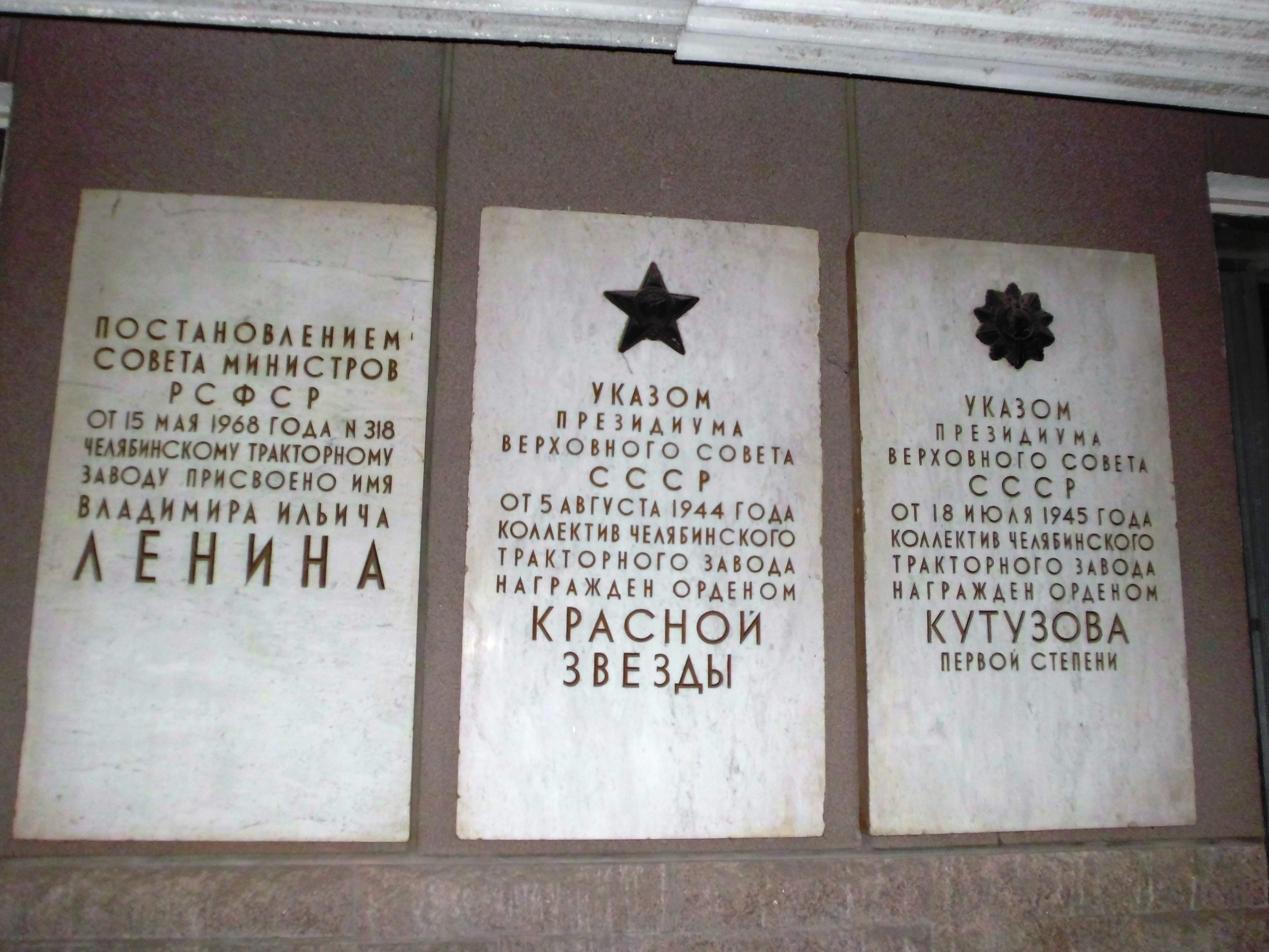
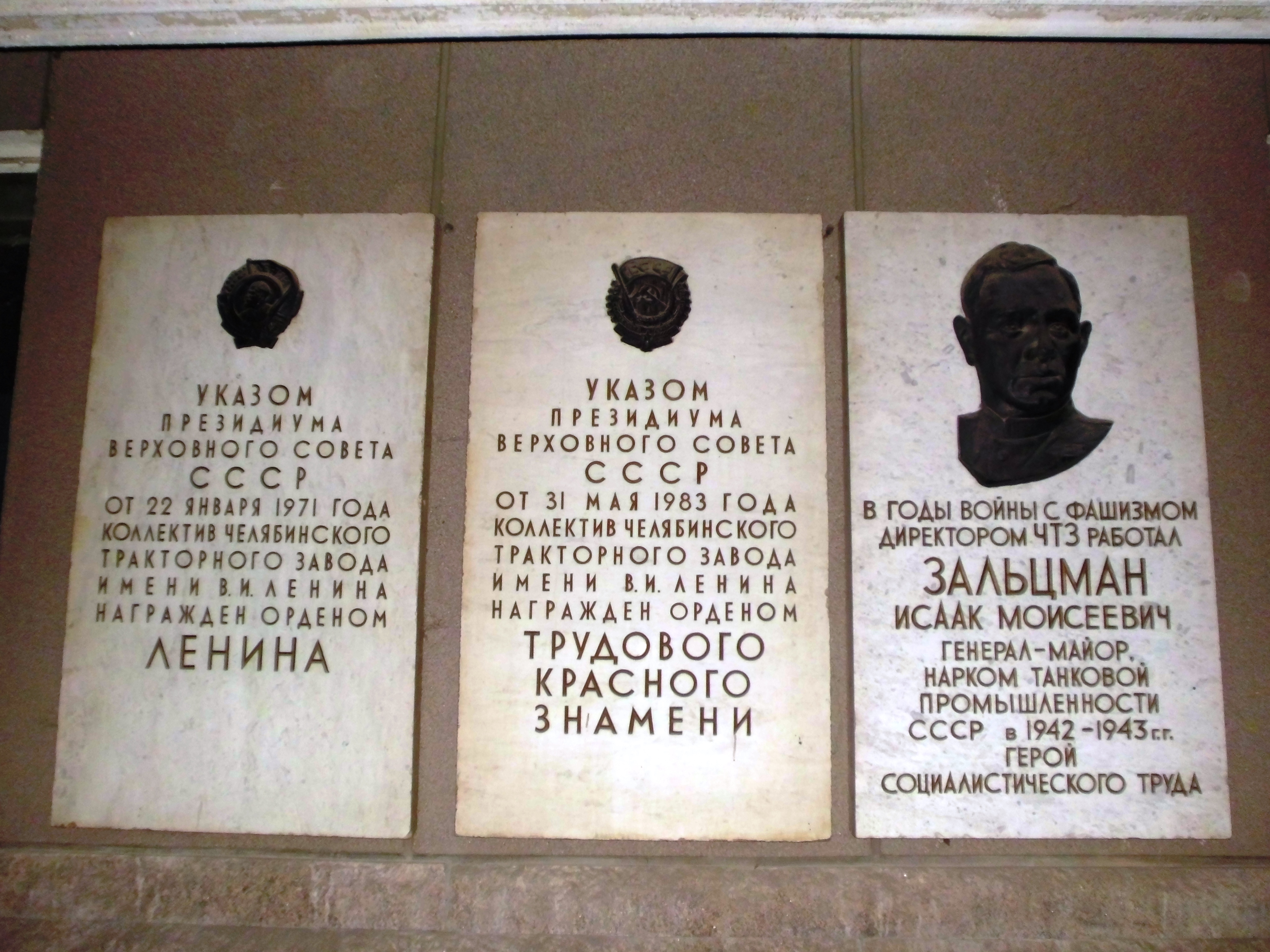
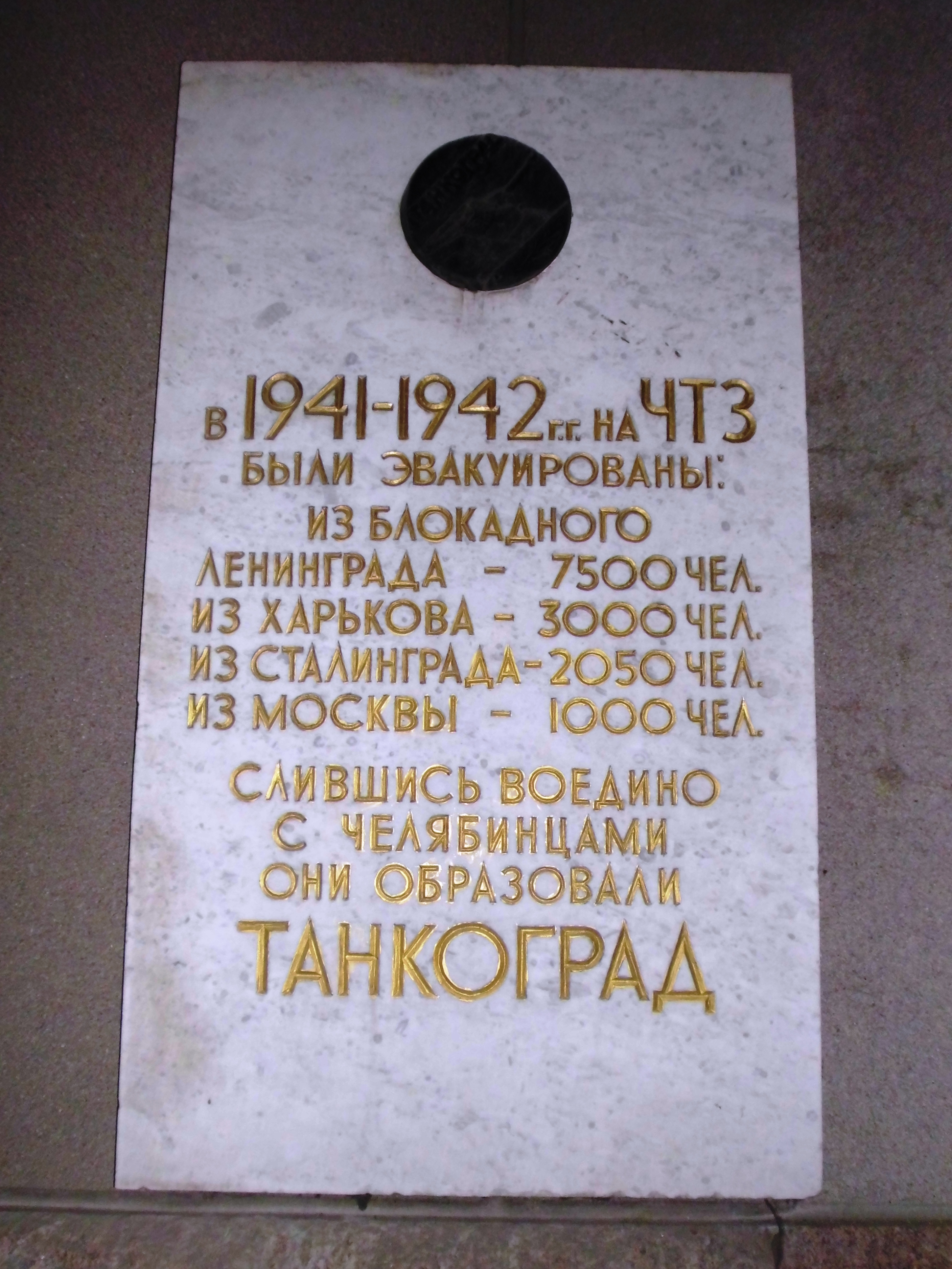